# قاعدة البيانات المحمولة
قاعدة البيانات المحمولة، والمعروفة أيضًا باسم ملف .pdi، عبارة عن تنسيق خاص مصمم لتحليل البيانات المعقدة ونشرها. 
تم اختراع تنسيق قاعدة البيانات المحمولة، وعملية التوليد، وواجهة المستخدم الرسومية، من قبل د. ريمار هوفمان ود.
عادة ما تكون البصمة، قاعدة البيانات المحمولة تكون أصغر من 100 إلى 1000 مرة من البصمة الموجودة عادة في ملفات البيانات المنظمة أو أنظمة قواعد البيانات، ويتم تقديمها دون أي فقدان للتفاصيل. 
كلمة محمول في الاسم مستمدة من فكرة أن البصمة الأصغر تسمح بتشغيل قاعدة البيانات المحمولة في الذاكرة الرئيسية لجهاز حاسوب المستخدم بدون قرص / إدخال / إخراج شبكة (IO).
ملف قاعدة البيانات المحمولة هو مصدر بيانات مشفر ومحمي الحقوق رقميًا يمكن الوصول إليه بواسطة أي أداة OLAP متوافقة مع ODBO OLE DB OLAP، بما في ذلك،Microsoft Excel  ،Panoratio's Explorer GUI.
يقدم ملف قاعدة البيانات المحمولة بيانات تفصيلية أو مجمعة بدون حساب مسبق أو تقليل الرندر، يسمح بالارتباط في الوقت الحقيقي واستكشاف العلاقات للحدود غير المقيدة - في جميع الأبعاد.
 لقد تم اختبارها، pdi's، بأكثر من 5000 أبعاد و500 مليون صف من المعلومات، مع أوقات استجابة استعلام في النطاق من 1 إلى 8 ثوانٍ.
بالإضافة إلى ذلك، وبسبب التقنيات الحاصلة على براءة اختراع المستخدمة في توليد، pdi ، يتم كشف الأنماط الموجودة في البيانات بشكل موجز، مما يسمح باستخراج البيانات التنبؤية والوصفية على الفور. 
يتم دعم تحسينات العائدة، والتجزئة، وتحسينات النتائج والمحاكاة ديناميكيًا بتنسيق قاعدة البيانات المحمولة، يتم تقديم المستخدمين باستمرار مع الأبعاد الأكثر تغييرًا والأكثر ارتباطًا التي تتأثر في كل طلب بحث كما تم اكتشافه في أنماط البيانات التاريخية.

## وصلات خارجية
- Panoratio web site. Panoratio provides the PDI related software.
- About PDI at computerworld.com